# Глазова, Ольга Геннадьевна
Ольга Геннадьевна Глазова (род. 26 ноября 1993, Псков) — российский музыкант, профессиональный гусляр, певица, поэтесса, композитор. Исполняет как академический репертуар современных гуслей, так и русские народные песни в собственной обработке. В репертуаре преобладают собственные инструментальные сочинения и песни на русском, английском и других языках. Началом творческой деятельности стало выступление на первом международном конкурсе юных исполнителей на многострунных народных инструментах в г. Пскове в 2001 году. Дважды номинирована на премию им. С. Курехина в области современного искусства в номинации «ЭтноМеханика — лучший world music проект», лауреат около 30-ти международных и всероссийских конкурсов исполнителей на народных инструментах, издала четыре альбома и занимается восстановлением утерянной техники игры пальцами на гуслях. Ольга играет на 30-струнных гуслях, изготовленных мастером А. Тепловым. Сотрудничает с группами «Аффинаж», «Theodor Bastard», «Аквариум».
Приглашённый музыкант в шоу LAB Антона Беляева (THERR MAITZ) — сезон 1 (выпуск с Леонидом Агутиным, выпуск с Леваном Горозия); сезон 3 (выпуски с Slava Marlow, Илья Лагутенко, Элджей)
Входит в ТОП-10 групп и исполнителей, работающих в формате этнической музыки в России по версии RWMA-2021
Выступала на таких площадках, как Новая сцена Александринского театра, Концертный зал Мариинского театра, Дворцовая площадь, Планетарий № 1, ДК Ленсовета, клубы «Космонавт», A2, «16 тонн» (Москва) и другие.

## Сотрудничество
1. 2014 — «Вода и ветер» Первый студийный альбом. Авторская музыка[21].
2. 2015 — «Шесть дней весны» Второй студийный альбом. Авторская музыка и песни; русская народная песня «Куда Милый Скрылся» (обр. О. Глазова)[22].
3. 2015 — участие в составе группы «Аффинаж» в записи альбома «Русские песни. Послесловие».
4. 2015 — участие в составе группы «Theodor Bastard» в записи альбома «Ветви».
5. 2016 — участие в составе группы «Аквариум (группа)» в записи альбома «Песни нелюбимых».
6. 2017 — «Зимние Сны Серых Птиц» Третий студийный альбом в сотрудничестве с арфисткой Вероникой Вишневской. Авторская музыка и песни.
7. 2021 — «Это не Моё» Четвёртый студийный альбом. Авторская музыка и песни, русские народные песни в трип-хоп обработке.